# アンドレアス・ジルバーマン
アンドレアス・ジルバーマン（Andreas Silbermann、 1678年5月16日 - 1734年3月16日）は、アルザス地方で活躍したドイツのオルガン製作者。

## 生涯
ドイツ東部、エルツ山地の小村クラインボプリッチュ（現在はフラウエンシュタインに編入されている）生まれ。父親のミヒャエル・ジルバーマンは大工であった。1691年から3年間フライベルクのゲオルグ・ラムペリウスの下で大工の修業を積んだ。その後ジルバーマンがどこでオルガン製作を学んだかは明かではないが、ドレスデンであったと推測されている。
1699年アルザスでオルガン製作を開始した。1701年にはストラスブールで名を上げ、翌年に市民権を得ている。この頃弟のゴットフリートがストラスブールにやってきて、彼からオルガン製作を学んでいる。1703年には兄弟で聖マルガリータ修道院のオルガンを製作している。1710年にゴットフリートが修業を終えドレスデンに帰った後も、彼はストラスブールにとどまり、ストラスブールやコルマールでオルガン製作を続けている。その翌年彼は結婚し、夫婦は3人の息子に恵まれた。ヨハン・アンドレアス・ジルバーマン、ヨハン・ダニエル・ジルバーマン、ヨハン・ハインリッヒ・ジルバーマンの3人で、いずれも父の仕事を継いでおり、ヨハン・アンドレアスは父の死後、その工房を継ぎ、名をなしている。また、ヨハン・ダニエルは1753年に叔父ゴットフリートのフライベルクの工房を継いでいる。
アンドレアスは1734年3月16日、ストラスブールで56歳で亡くなった。
アンドレアス、ゴットフリートの兄弟が製作したオルガンはジルバーマン・オルガンとして知られている。作品はSilbermann-Orgel参照。